# بوفا مارينا
بوفا مارينا هي بلدة تقع في مقاطعة ريدجو كالابريا في إيطاليا.

## وصلات خارجية
- www.comune.bovamarina.rc.it/
- New York Times article about the discovery of the Bova Marina synagogue